# Acida
Acida è un singolo dei Prozac+, pubblicato nel 1998 su CD e su 12" dalla EMI. 

## Il singolo
Il singolo contiene il brano Acida, la canzone di maggior successo dei Prozac+ che permise il grande successo musicale ottenuto tra la primavera e l'estate del 1998 con circa 250 000 copie vendute dell'album Acido Acida. Del singolo esistono molteplici edizioni, compresa una versione remixata. 
Il testo del brano Acida può essere interpretato come un incitamento all'uso delle droghe sintetiche, ma tale interpretazione è stata smentita dalla band.

## Tracce

### Acida
1. Acida – 2:39

### Remix
1. Acida (Album Version) – 2:39
2. Acida (Ferrante Vs Miele Radio Remix) – 3:44
3. Acida (Ferrante Vs Miele Big Beat Remix) – 4:41

### Angelo/Acida
1. Angelo – 3:32
2. Acida (English Version) – 2:40

### Acida/Boys Don't Cry
1. Acida – 2:40
2. Boys Don't Cry – 2:25

## Edizioni
- 1998 - Acida (CD)
- 1998 - Angelo/Acida (EMI – 8 88653 6, 12")
- 1998 - Acida (EMI-Dance Factory, 8 85603 2, CD, 12")
- 1998 - Acida (promo, stampa spagnola)
- 2000 - Acida (EMI, 8 88631 2, CD single)

## Classifiche
| Classifica (1998) | Posizione massima |
| ----------------- | ----------------- |
| Italia            | 2                 |

## Cover
I Metallica ne hanno realizzato una cover durante un concerto a Milano nel 2024.

## Nei media
La canzone è stata inserita nella colonna sonora di una puntata della prima stagione di Suburra - La serie ed all'interno del documentario Improvvisamente l'inverno scorso.